# NGC 4549
NGC 4549 é uma galáxia espiral (S) localizada na direcção da constelação de Ursa Major. Possui uma declinação de +58° 56' 58" e uma ascensão recta de 12 horas, 35 minutos e 21,3 segundos.
A galáxia NGC 4549 foi descoberta em 24 de Abril de 1789 por William Herschel.